# Emmanuel Dupaty
Louis-Emmanuel-Félicité-Charles Mercier Dupaty (* 30. Juli 1775 in Blanquefort (Gironde); † 29. Juli 1851 in Paris) war ein französischer Dramatiker, Journalist und Sänger. Er war Mitglied der Académie française.

## Leben
Er war der Sohn des Magistratsrats Jean-Baptiste Mercier Dupaty (1746–1788) und wuchs mit seinen drei Brüdern, dem späteren Maler und Bildhauer Louis-Marie-Charles Mercier Dupaty, Auguste (1777–1801) und Adrien (1779–1832), sowie drei Schwestern in Bordeaux auf. Noch in jungen Jahren wandte er sich nach Paris und trat der Marine bei. 1797 beendete er seinen dortigen Dienst und widmete sich fortan dem Theater, für das er zahlreiche Boulevardstücke, Vaudevilles und Opernlibretti verfasste. 1836 wurde er in die Académie française (Sitz Nr. 10) gewählt. 1842 wurde er Verwalter der Bibliothèque de l’Arsenal.
In Blanquefort ist eine Schule nach ihm benannt.

## Werke
- Figaro, directeur des marionnettes, comédie en 1 acte et en prose, mêlée de vaudevilles et d’ariettes, 1784
- Arlequin journaliste, comédie en 1 acte, en prose, mêlée de vaudevilles, 1797
- L’Opéra-comique, opéra-comique en 1 acte, en prose et ariettes, 1797
- Les Français à Cythère, comédie en 1 acte, en prose, mêlée de vaudevilles, 1798
- Le Chapitre second, comédie en un acte, 1798
- Le Déménagement du salon, ou le Portrait de Gilles, comédie-parade en 1 acte et en vaudevilles,
- Arlequin tout seul, comédie-monologue en prose et vaudevilles, 1798
- Le Buste de Préville, impromptu en 1 acte et en prose, 1799
- La Girouette de Saint-Cloud, impromptu en 1 acte, en prose, mêlé de vaudevilles, 1799
- D’auberge en auberge, ou les Préventions, comédie en 3 actes, 1800
- Sophie, ou la Malade qui se porte bien, comédie en 3 actes, mêlée de vaudevilles, 1802
- Picaros et Diego, opéra bouffon en 1 acte, 1802
- La Prison militaire, ou les Trois prisonniers, comédie en 5 actes et en prose, 1803
- La Jeune prude, ou les Femmes entre elles, comédie en 1 acte, mêlée de chants, 1804
- Les Deux Pères ou la leçon de botanique, comédie en 2 actes mêlée de vaudevilles, 1804
- Ossian cadet, ou les Guimbardes, parodie des « Bardes », vaudeville en 3 petits actes qui n’en font qu’un, 1804
- Les Vélocifères, comédie-parade en 1 acte, mêlée de vaudevilles, 1804
- Les Femmes colères, divertissement en 1 acte, en prose, mêlé de vaudevilles, Paris, théâtre du Vaudeville, 1805
- Le Lendemain de la pièce tombée, comédie en 1 acte, mêlée de vaudevilles, 1805
- L’Intrigue aux fenêtres, opéra bouffon en 1 acte, 1805
- Le Jaloux malade, comédie en 1 acte et en prose, mêlée de vaudevilles, 1805
- Une matinée du Pont-Neuf, divertissement-parade en 1 acte, mêlé de vaudevilles, Paris, théâtre du Vaudeville, 1806
- L’Amant par vanité, ou le Père rival, comédie en 3 actes et en vers, Paris, théâtre de l’Impératrice, 1806
- Agnès Sorel, comédie en 3 actes, mêlée de vaudevilles, Paris, théâtre du Vaudeville, 1806
- La Jeune mère, ou les Acteurs de société, comédie en 2 actes, mêlée de vaudevilles, 1806
- Le Séducteur en voyage, ou les Voitures versées, comédie en 2 actes, mêlée de vaudevilles, 1806
- Mademoiselle de Guise, opéra-comique en 3 actes, 1808
- Ninon chez Madame de Sévigné, comédie en 1 acte et en vers, mêlée de chants, 1808
- Françoise de Foix, opéra-comique en 3 actes, 1809
- Cagliostro ou la Séduction, opéra-comique en trois actes, 1810
- Le Poète et le musicien, ou Je cherche un sujet, comédie en 3 actes et en vers, 1811
- La Petite revue lyonnaise, ou Fanchon la vielleuse à Lyon, comédie-vaudeville impromptu en 1 acte, 1811
- Avis aux mères, ou les Deux fêtes, comédie en 1 acte et en vers, 1813
- Le Camp de Sobieski, ou le Triomphe des femmes, comédie en 2 actes et en vers, mêlée de chant, 1813
- Bayard à Mézières, opéra-comique en 1 acte, 1814
- Félicie, ou la Jeune fille romanesque, opéra-comique en 3 actes et en prose, 1815
- Les Voitures versées, opéra-comique en 2 actes, 1822
- Un dernier jour de fortune, comédie-vaudeville en 1 acte, 1823